# كريبر (ماينكرافت)
الكريبر (بالإنجليزية: Creeper) هو شخصية خيالية وأحدى شخصيات ماينكرافت الأساسية، ويعد من الوحوش البارزة في  أنشئه ماركوس بيرسون في عام 2009 وأطلقه عبر لعبة ماينكرافت عند إنشائها في عام 2011، ودائما ما يكون الوجه الأعلامي للعبة حيث يظهر وجهه دائما على الملصقات الأعلامية التي تنشر عن ماينكرافت، وتكمن قدرته في إيذاء اللاعبين في مستوى البقاء على قيد الحياة عن طريق اللحاق بهم والأقتراب والإنفجار بالقرب منهم في محاولة لقتلهم أو إلحاق الأذى بهم إن كانوا خارج نطاق الانفجار، ويعني إسمه باللغة الإنجليزية «الزاحف».

## الوصف والمظهر
يظهر الكريبر بطول متوسط ولونه المعتاد هو اللون الأخضر ويشبه حيوان الحرباء نوعا ما، لا يمتلك يدين وأنما أربعة أرجل تزيد من سرعته عند ملاحقة اللاعبين في مستوى البقاء على قيد الحياة في ماينكرافت، في صوره يكون فمه مفتوح دائما متجه للأسفل ولون عينيه هو اللون الأسود.
ويصفه لاعبين ماينكرافت بأنه من أكثر الوحوش إزعاجا بسبب أضرار الفشل من عدم الافلات منه، ولكن يعطيه شكله المميز بعض الأهتمام به.

## في الثقافة الشعبية
هو موضوع العديد من الفيديوهات الساخرة في يوتيوب، حيث تقوم بعض قنوات الألعاب والرسوم متحركة في اليوتيوب بنشر فيديوهات وحلقات وأعمال عن ماينكرافت يظهر بها كريبر بشكل دائم ورئيسي.
اُنشأت العديد من الأزياء التنكرية على شكل كريبر وكان ظهورها وشرائها جيدا وكذلك أنشئت وصنعت العديد من الملابس والأزياء التي يظهر بها كريبر، صنعت مجموعة من مستحضرات التجميل سميت "Creeper" ويظهر بها وجه كريبر على غلافها الخارجي.
صنفته موسوعة غينيس للأرقام القياسية في المرتبة العاشرة من أفضل وأشهر 50 شريرا في ألعاب الفيديو عام 2013، يظهر وجه كريبر على حرف A من شعار ماينكرافت.